# Trà hoa nữ
Trà hoa nữ (tiếng Pháp: La Dame aux camélias) là một tiểu thuyết của Alexandre Dumas con (1824 – 1895) viết năm ông 23 tuổi và được xuất bản lần đầu vào năm 1848, là cuốn tiểu thuyết bán tự truyện dựa trên mối tình ngắn ngủi của tác giả và kỹ nữ Marie Duplessis.
Lấy bối cảnh nước Pháp vào giữa thế kỷ 19, cuốn tiểu thuyết kể về chuyện tình bi kịch giữa hai nhân vật là Marguerite Gautier, nàng kỹ nữ xinh đẹp nức tiếng nhưng mắc phải bệnh lao phổi và Armand Duval, nhà tư sản trẻ tuổi.
Marguerite có biệt danh Trà hoa nữ vì nàng thường cầm theo hoa trà đỏ trong kì kinh nguyệt với ngụ ý không sẵn sàng để làm tình và đem theo hoa trà trắng khi đã sẵn sàng tiếp đón những người tình.
Truyện được kể qua lời của hai nhân vật nam là Armand và người kể chuyện đã tham dự buổi đấu giá tài sản tại chính căn nhà xa hoa sau khi Marguerite qua đời. Một số học giả cho rằng căn bệnh của Marguerite và nguyên nhân cái chết được công bố của người tình của tác giả, Marie Duplessis do "bệnh lao" chính là uyển ngữ của thế kỷ 19 cho căn bệnh giang mai.

## Nội dung

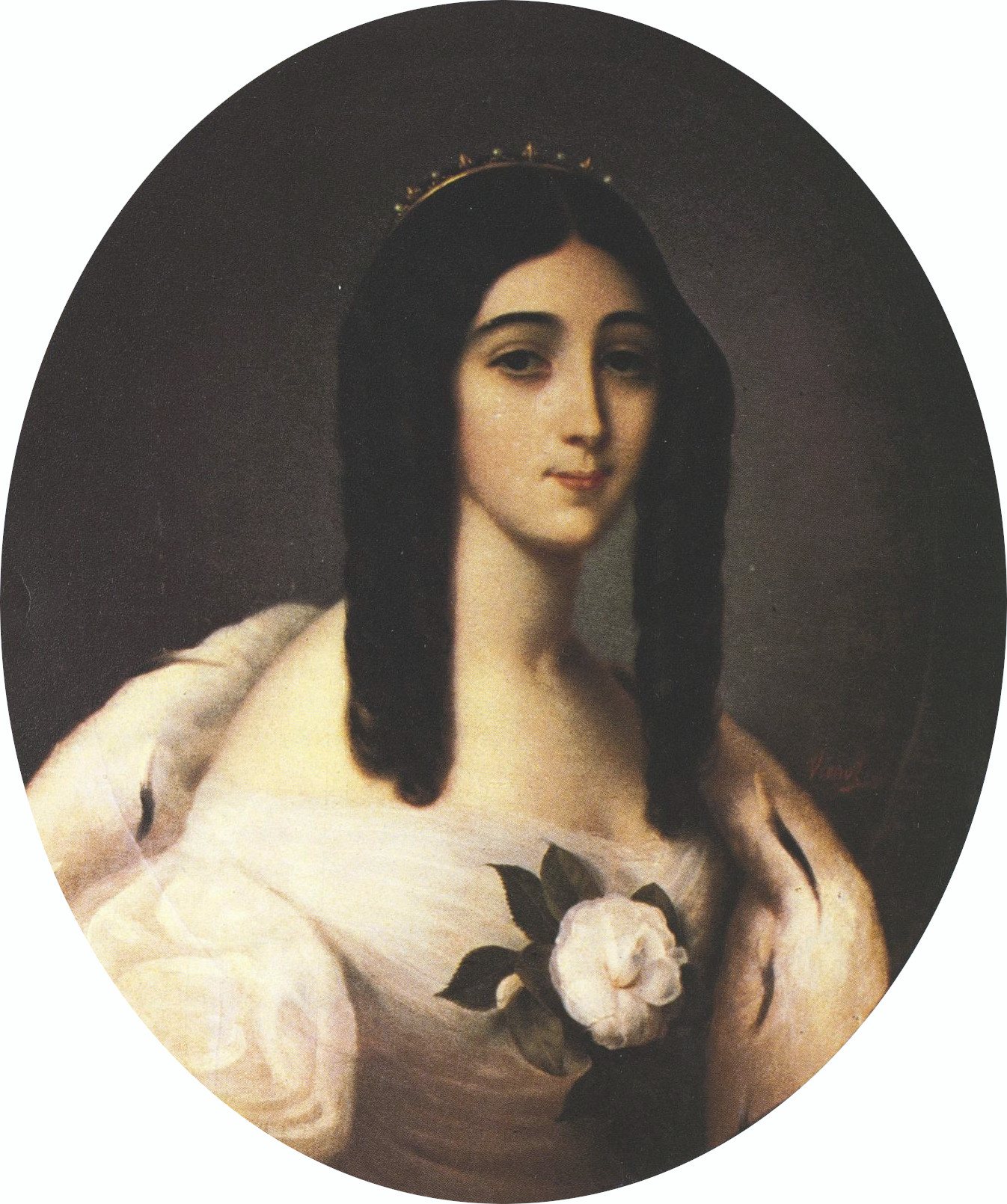
Tranh chân dung nàng Marie Duplessis của hoạ sĩ Édouard Viénot.

Năm 20 tuổi, kỹ nữ nức tiếng của Paris là Marguerite mắc bệnh lao phổi và phải đi an dưỡng tại một khu nghỉ mát suối nước nóng. Tại đây nàng được một công tước già nhận làm con gái nuôi vì nàng rất giống con gái ông và đã chu cấp rất đầy đủ cho nàng. Khi biết được sự thật Marguerite là một kỹ nữ thì ông không thể sống thiếu sự hiện diện của nàng được nữa vì đã giúp ông bù đắp đi sự thiếu thốn tình cảm sau khi con gái qua đời. Cùng lúc này, Marguerite nhận ra lối sống sa đọa đã khiến nàng suy sụp rất nhiều, nàng quyết ăn năn hối cải vì tin Chúa sẽ cho nàng nhan sắc, sức khỏe nếu làm được điều ấy.
Khi quay lại Paris, bị cuốn theo cuộc sống nơi phồn hoa này, Marguerite thuyết phục công tước chấp nhận lối sống của mình. Ngài công tước rất băn khoăn song không thể thiếu Marguerite được nên đành bỏ qua.
Nhà tư sản trẻ tuổi Armand khi đến xem một buổi hoà nhạc đã ngay lập tức bị thu hút bởi nhan sắc của Marguerite và chinh phục được nàng bằng sự tận tình. Anh thuyết phục nàng từ bỏ cuộc sống hiện tại của nàng và theo anh về vùng nông thôn. Cũng khi ấy, Marguerite được một bá tước giàu có theo đuổi nhưng nàng luôn lảng tránh. Còn Armand thì lại ghen tức trước sự giàu có của những kẻ theo đuổi nàng, chỉ vì quá yêu nàng mà những sinh hoạt phí đắt đỏ của Marguerite lại quá tốn kém. Chàng mải mê kiếm tiền, đánh bạc và quên cả việc về thăm cha khiến cha phải viết thư giục. Rồi cuộc sống hạnh phúc ngắn ngủi nơi đồng quê yên bình ấy cũng kết thúc. Ngài công tước già đã phát hiện ra mối quan hệ của 2 người và việc mình đang chu cấp cho cuộc sống của cặp tình nhân. Nàng quyết định đoạn tuyệt với ông để được ở bên Armand.
Cuộc sống không còn được chu cấp ngày càng chật vật. Các chủ nợ đã tìm đến Marguerite và nàng phải giấu Armand để bán y phục, nữ trang của mình để có tiền. Lúc này, gia đình Armand cũng đã phát hiện ra và cha của Armand ngăn cản quyết liệt do lo ngại về mối quan hệ bê bối này ảnh hưởng đến danh tiếng của gia đình và cơ hội tìm kiếm hôn nhân cho chị em gái của Armand.
Marguerite chấp nhập lời thỉnh cầu của cha Armand và âm thầm chia tay để anh trở về cùng gia đình. Armand hiểu lầm quyết định này của người yêu. Anh trở về Paris và cố tình qua lại cùng một cô gái khác để trả thù Marguerite. Nàng suy sụp cả về thể chất lẫn tinh thần và phải van xin được gặp chàng. Armand hiểu ra được tấm lòng của Marguerite và cùng nàng chung sống một thời gian ngắn.
Sau đó, Armand trở về gặp gia đinh và di du lịch ở phương Đông để khuây khoả. Vừa rời Paris, hay tin nàng trở bệnh nặng chàng lập tức quay trở về nhưng không kịp. Marguerite chết trong cô đơn và bị mọi người bỏ mặc còn những chủ nợ đã tính đến chuỵện bán đấu giá tài sản của nàng ngay khi nàng chưa hấp hối. Trong cơn hấp hối tuyệt vọng, Marguerite hối tiếc những điều có thế làm, không ngừng gọi tên và nhớ tới Armand.

## Kịch
Dumas đã viết một bản chuyển thể sân khấu được công chiếu vào ngày 2 tháng 2 năm 1852, tại rạp Théâtre du Vaudeville ở Paris. Eugénie Doche vào vai nhân vật nữ chính Marguerite Gautier, còn Charles Fechter vai Armand Duval. "Tôi đã đóng vai này 617 lần," Bà Doche hồi tưởng lại không lâu trước khi qua đời vào năm 1900, "và tôi cho rằng mình vào vai không tệ lắm, vì Dumas đã viết trong lời nói đầu của mình, 'Mme. Doche không phải là thông dịch viên của tôi, cô ấy là cộng tác viên của tôi'."
Năm 1853, Jean Margaret Davenport đóng vai chính trong phiên bản sân khấu đầu tiên tại Mỹ, một phiên bản thu gọn đã đổi tên nhân vật chính thành Camilla—một thực tế được áp dụng bởi hầu hết các nữ diễn viên Mỹ vào vai.:115
Vai diễn bi kịch Marguerite Gautier trở thành một trong những vai diễn được khao khát nhất và từng được thể hiện bởi  Sarah Bernhardt, Eleonora Duse, Margaret Anglin, Gabrielle Réjane, Tallulah Bankhead, Lillian Gish, Dolores del Río, Eva Le Gallienne, Isabelle Adjani, Cacilda Becker và Helena Modrzejewska. Tên tuổi của Bernhardt nhanh chónh gắn liền với vai chính trong các vở diễn Trà hoa nữ tại Paris, Luân Đông và một số buổi phục dựng vở diễn trên sân khấu Broadway cộng thêm phim năm 1911.

## Phim
Vốn là diễn viên của đoàn kịch nói Kim Cương, năm 1994 khi vở kịch Trà hoa nữ được dựng thành phim, Long Hải vừa đảm nhiệm vai trò diễn viên vừa lo công việc hậu cần.

## Cải lương
Xin một lần yêu nhau

## Thư viện ảnh

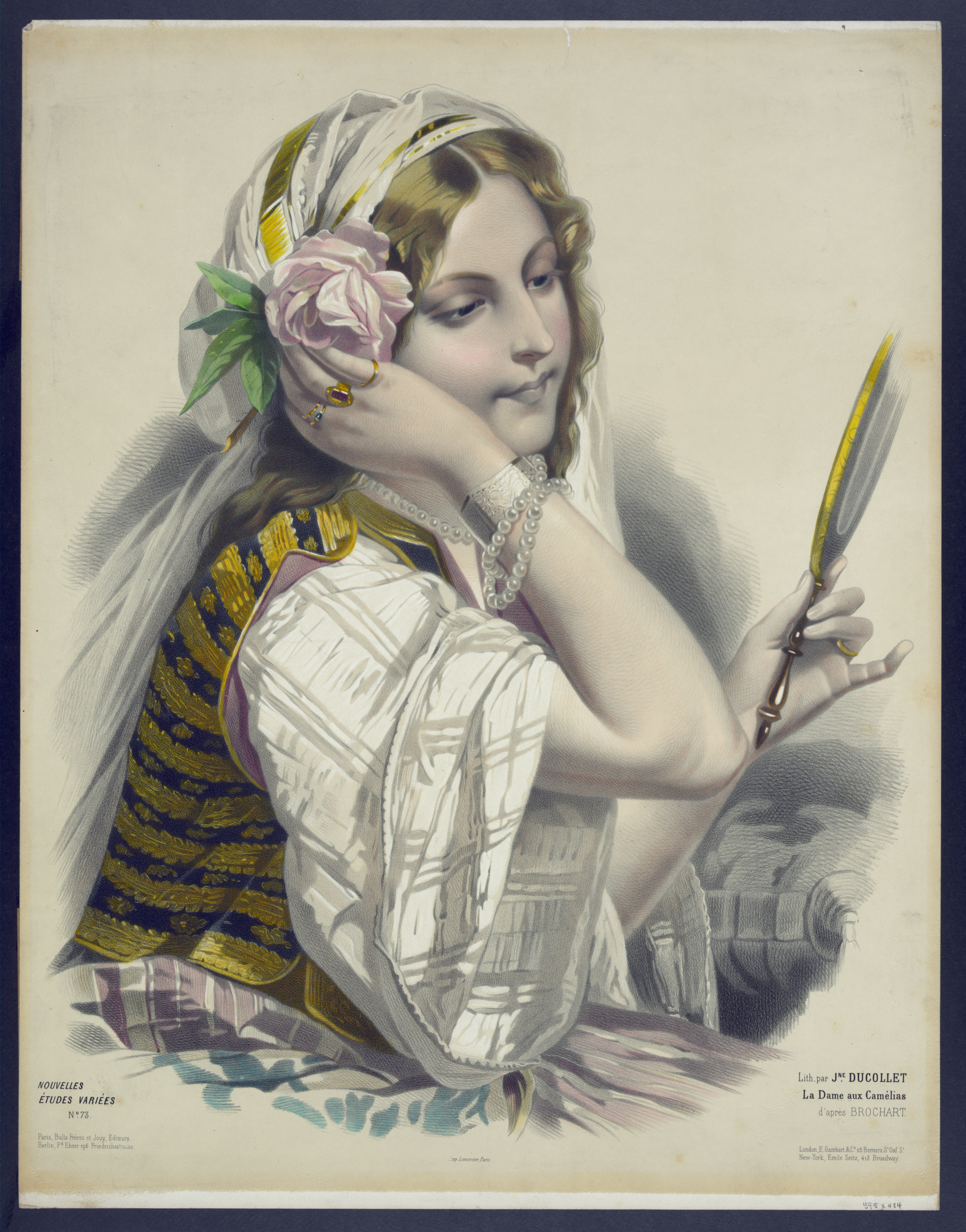
Tranh minh hoạ
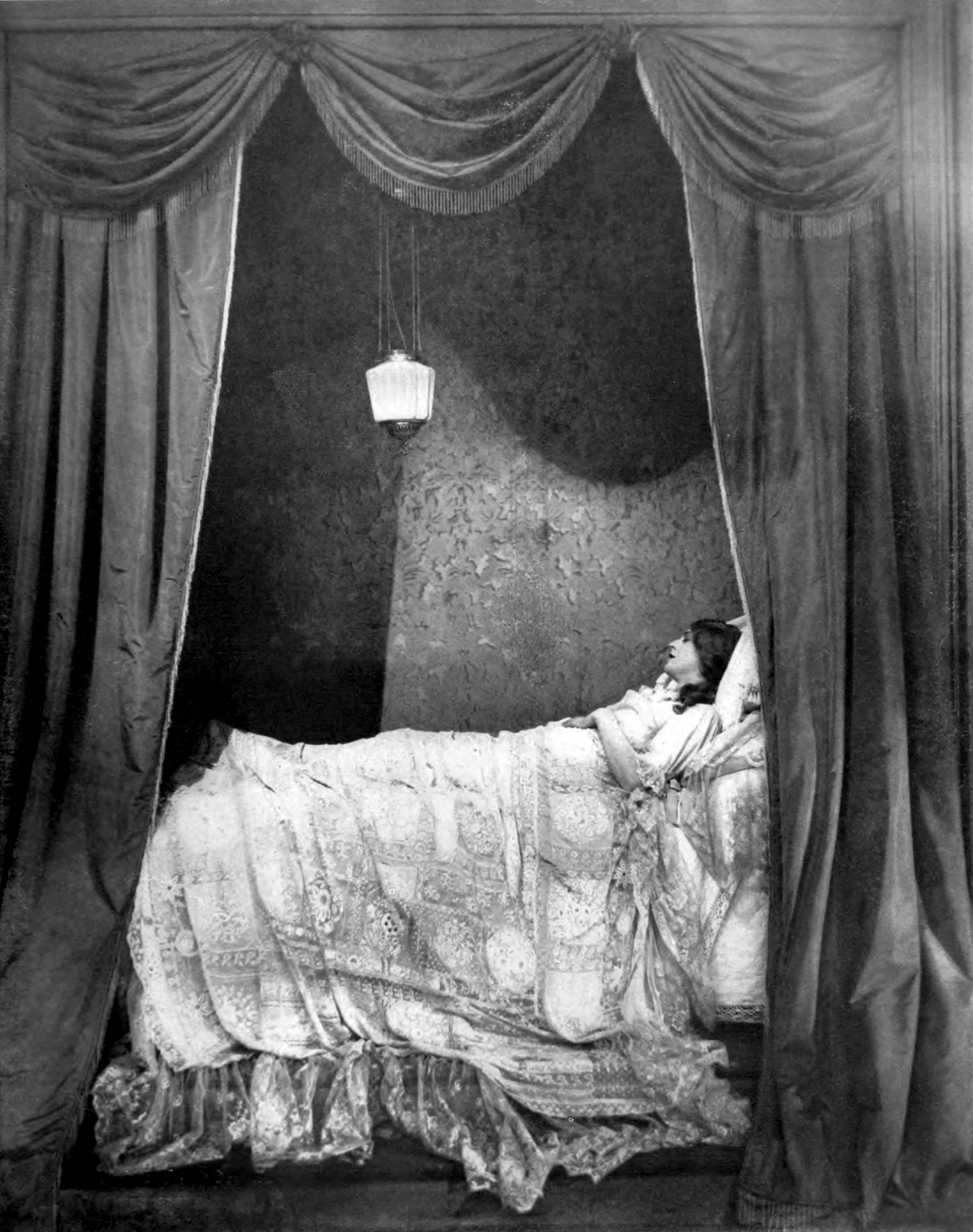
Nữ diễn viên Ethel Barrymore diễn trong vở kịch The Lady of the Camillias, buổi diễn mở màn ngày 24 tháng 12 năm 1917